# Забров, Мартин
Мартин За́бров (нем. Martin Sabrow; род. 6 апреля 1954, Киль) — немецкий историк и политолог. Директор Центра исследований современной истории в Потсдаме, профессор истории Нового и Новейшего времени в Берлинском университете.

## Биография
Мартин Забров изучал историю, германистику и политические науки в Кильском и Марбургском университетах. Во Фрайбургском университете в 1993 году защитил докторскую диссертацию с исследованием убийства Вальтера Ратенау. С 1994 года преподавал в нескольких университетах, в том числе в Свободном университете Берлина, Мюнхенском и Брауншвейгском техническом университетах, а также работал приглашённым профессором в Лондонском и Болонском университетах. В 1996—2004 годах Забров руководил отделом проектов Центра исследований современной истории, а в декабре 2004 года был назначен его директором, одновременно получив приглашение преподавать историю Нового и Новейшего времени в Потсдамском университете. В мае 2009 года Забров перешёл на работу в Берлинский университет.

## Труды
- Der Rathenaumord. Rekonstruktion einer Verschwörung gegen die Republik von Weimar. Oldenbourg, München 1994, ISBN 3-486-64569-2
- Die Macht der Mythen. Walther Rathenau im öffentlichen Gedächtnis. Sechs Essays. Das Arsenal, Berlin 1998, ISBN 3-931109-11-9
- Die verdrängte Verschwörung. Der Rathenau-Mord und die deutsche Gegenrevolution. Fischer Taschenbuch-Verlag, Frankfurt am Main 1999, ISBN 3-596-14302-0
- Herr und Hanswurst. Das tragische Schicksal des Hofgelehrten Jacob Paul von Gundling. Deutsche Verlags-Anstalt, Stuttgart/München 2001, ISBN 3-421-05512-2
- Das Diktat des Konsenses. Geschichtswissenschaft in der DDR 1949—1969. Oldenbourg, München 2001, ISBN 3-486-56559-1
- Die Zeit der Zeitgeschichte. Wallstein, Göttingen 2012, ISBN 978-3-8353-1035-3
- Der Stadthof des Zisterzienserklosters Salem in Konstanz von seiner Gründung bis in das 15. Jahrhundert, in: Schriften des Vereins für Geschichte des Bodensees und seiner Umgebung, 94. Jg. 1976, S. 93-124
- Die deutsche Universität im Nationalsozialismus. In Christoph Cornelißen; Carsten Mish Hrsg.:Wissenschaft an der Grenze. Die Universität Kiel im Nationalsozialismus. Klartext, Essen 2009, ISBN 978-3-8375-0240-4